# Manuel Ortega Momparlet
Manuel Ortega Momparlet (Sevilla, 18 de novembre de 1966) és un exfutbolista andalús, que jugava de defensa central.

## Trajectòria
Format al planter del Reial Betis, va arribar a la platilla del Betis B el 1986, aconseguint l'ascens a Segona B. A la 89/90 marxa al Córdoba CF, on roman dos anys, i la temporada 91/92 juga amb l'Atlético Marbella.
L'estiu de 1992 fitxa pel Rayo Vallecano. Eixe any juga vuit partits i marca un gol, que pujaran fins al 14 partits la temporada 93/94. Sense oportunitats al conjunt madrileny, la temporada 94/95 recala al CP Mérida, on ostenta la titularitat del conjunt extremeny, campió de la Segona Divisió d'eixe any.
La temporada 95/96, amb el Mérida a Primera, Momparlet actua en 33 ocasions. Són anys en què el Mérida estava entre les dues categories més altes. A la següent en Primera, la 97/98, l'andalús disputa 27 partits i marca un gol, però el seu equip retorna a la Segona. La 98/99 seria la seua darrera temporada en actiu: jugaria 12 partits amb el Mérida i marcaria un gol abans de retirar-se el 1999.
Posteriorment, ha seguit vinculat al món del futbol com a membre de la direcció esportiva, primer del CP Mérida i després del Reial Betis.